# OAM
Het OAM (Overleg der Amsterdamse Musea) is een overlegorgaan van private en publieke musea in Amsterdam.
Het orgaan is actief sinds de jaren tachtig. De leden zijn geregistreerd als musea en lid van De (Nederlandse) Museumvereniging.
Het OAM is een vereniging met beperkte rechtsbevoegdheid. Het OAM heeft een in functie gekozen voorzitter en vicevoorzitter. De huidige voorzitter is Tonko Grever en vicevoorzitter is Judikje Kiers (directeur Amsterdam Museum). Het overleg vindt viermaal per jaar plaats en vaker indien nodig. De stichting SAM (Samenwerkende Amsterdamse Musea) behartigt de belangen van het OAM.

## Marketing Overleg der Amsterdamse Musea (MOAM)
In het Marketing Overleg der Amsterdamse Musea hebben alle hoofden marketing & communicatie plaats. Zij adviseren het OAM en ze zijn opdrachtnemer vanuit het OAM. Dit overleg vindt viermaal per jaar plaats en vaker indien nodig. De museumnacht is vanuit het MOAM ontstaan, maar staat inmiddels op eigen benen. 